# Psianka podłużna
Psianka podłużna (Solanum melongena) – gatunek rośliny z rodziny psiankowatych. Roślina ta znana jest głównie pod zwyczajowymi nazwami jako oberżyna lub bakłażan, ale ma także inne nazwy: gruszka miłosna, jajko krzewiste, bałtarzan i bakman. Pochodzi z tropikalnej Afryki, Egiptu, Arabii i Indii. W Polsce uprawiana wyłącznie w sprzyjających warunkach mikroklimatycznych. Jadalną częścią jest owoc.

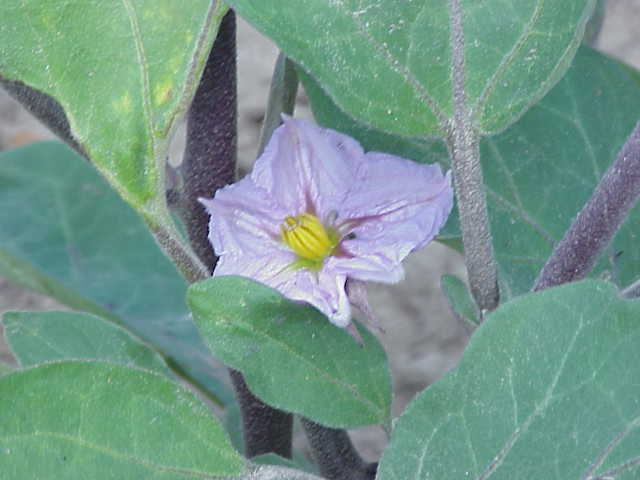
Kwiat

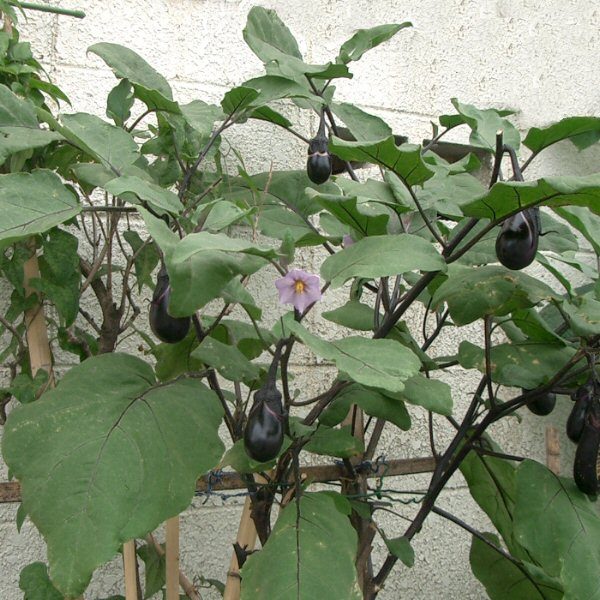
Pokrój

## Morfologia
ŁodygaDorastająca do 100 cm. Często jest pokryta kolcami (zależy od odmiany).
LiścieJajowate, niekiedy z płytkimi wcięciami na brzegach o długości do 15 cm. Wyrastają na dość długich ogonkach.
KwiatyKorona kwiatu w kształcie rurki, zakończonej pięcioma płatkami w kolorze niebieskim lub fioletowym, o żółtym środku. Kwiaty wyrastają pojedynczo lub w kiściowatych kwiatostanach z kątów liści. Mają kolczasty, 5-działkowy kielich. 1 słupek i 5 pręcików.
OwocWydłużona lub kulista, do 30 cm, soczysta jagoda w kolorze fioletowym lub brunatnym.

## Zastosowanie
Uprawa
Bakłażany uprawiane są w parnych tropikach i subtropikach na całym świecie od Indii Zachodnich po Filipiny. Japończycy, podobnie jak Hindusi, starają się wyhodować nowe, jak najlepsze odmiany. Współczesne krzyżówki mają owoce owalne, okrągłe lub w kształcie gruszki, a ich skórka może przybrać fioletową, żółtozieloną lub białą barwę. Owoce mogą ważyć nawet 500 g, jeśli są uprawiane w odpowiednich warunkach jako rośliny jednoroczne. Można je zbierać 6 miesięcy po zasiewach. 
Pierwsze wzmianki o uprawie bakłażanów pochodzą z Chin z V wieku p.n.e. Przypuszcza się, że uprawiano je już wcześniej w Indiach. Bakłażany zawędrowały z Azji do Europy wraz z muzułmanami, którzy dotarli do Hiszpanii przez północną Afrykę w VII wieku, za czasów kalifatu Umajjadów. Hiszpański klimat jest na tyle łagodny, że bakłażany mogły rosnąć na dworze, w ogrodach lub na polach. W chłodniejszych rejonach Europy, np. Wielkiej Brytanii czy krajach niderlandzkich, uprawia się je na małą skalę w szklarniach. Znajduje się w rejestrze roślin rolniczych Unii Europejskiej.
Sztuka kulinarna
W Indiach i Afryce na południe od Sahary oberżyny stanowią istotny składnik jadłospisu ubogiej ludności. Mogą być przyrządzane na różnorodne sposoby.

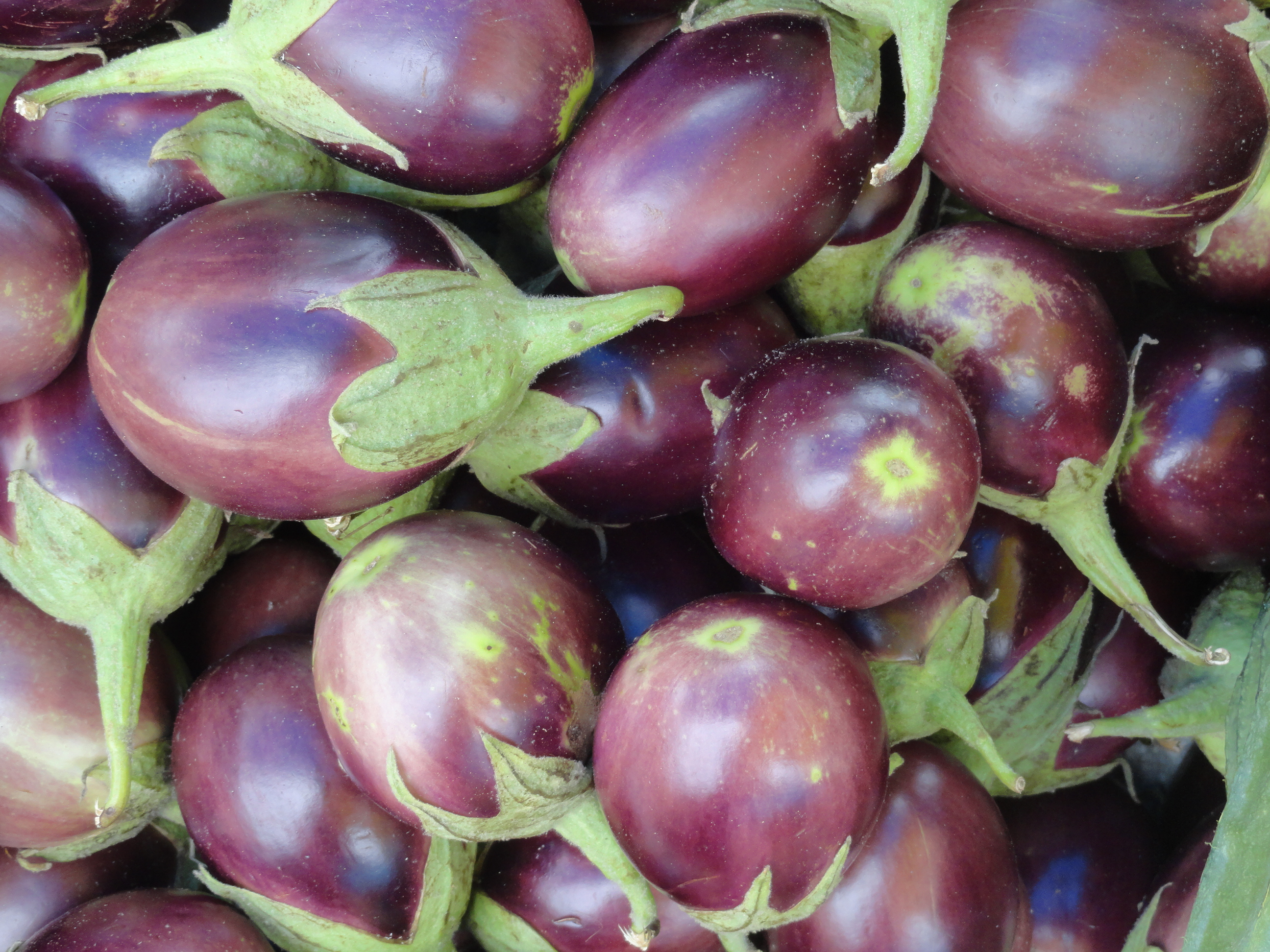
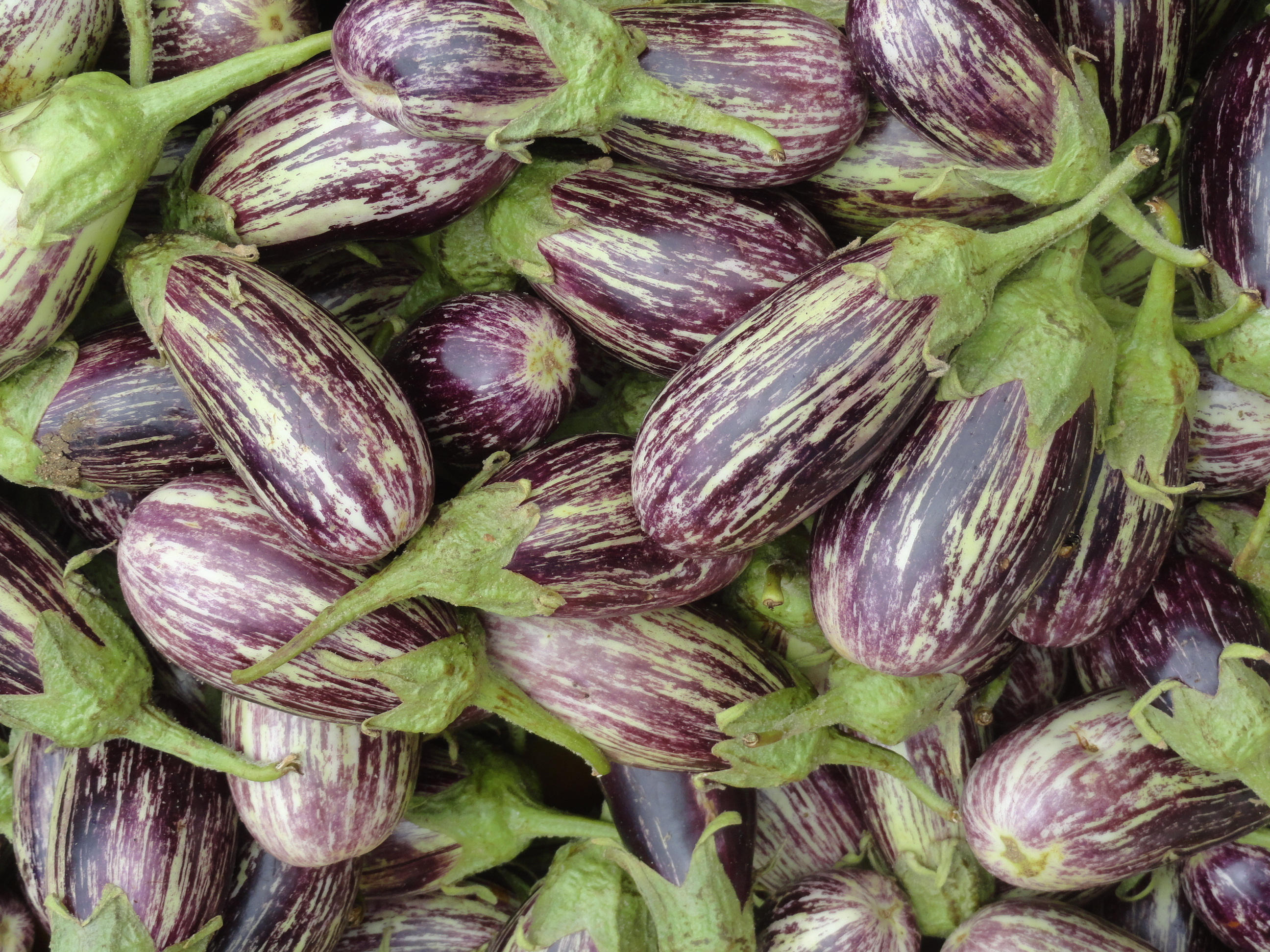
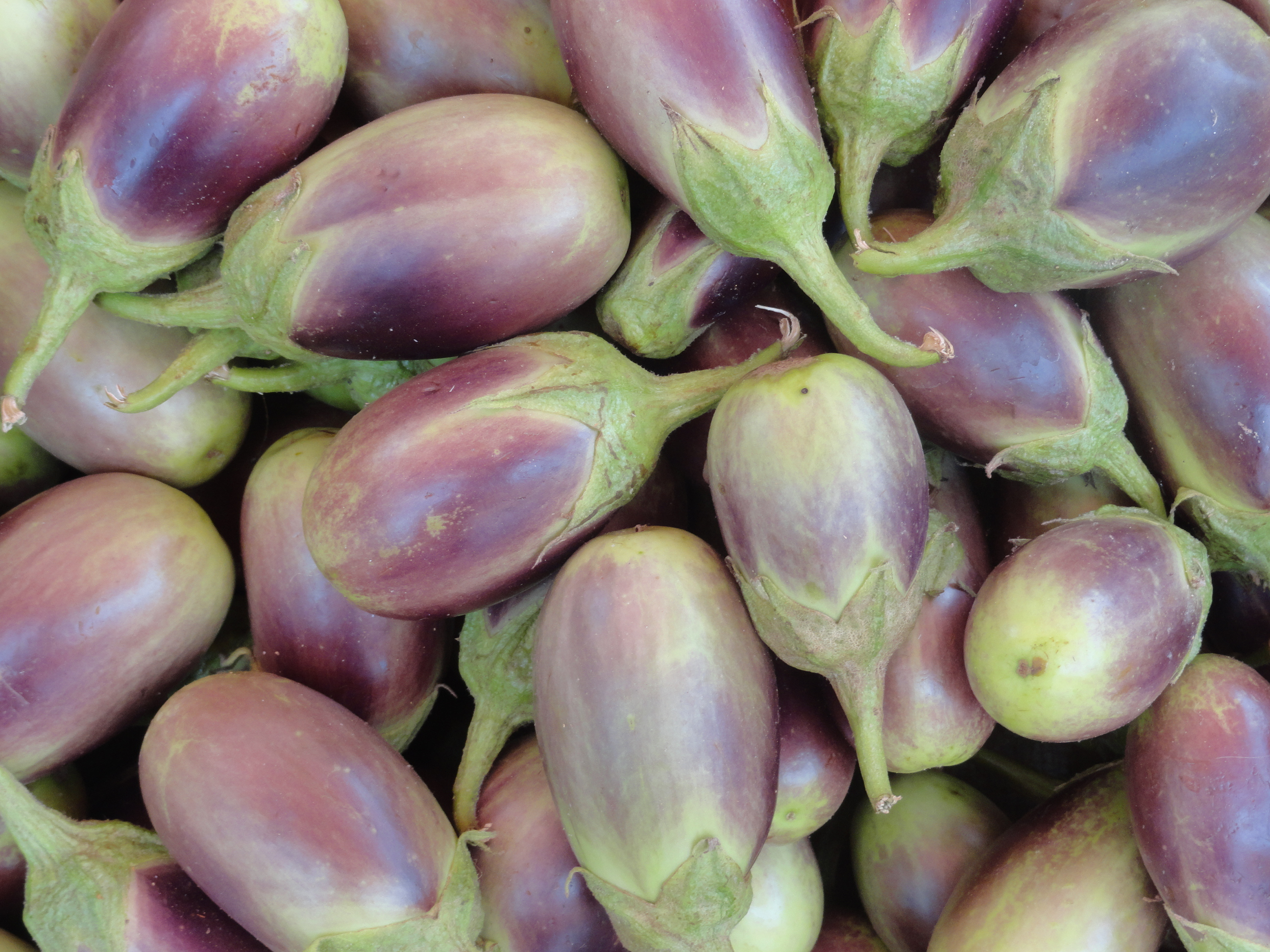
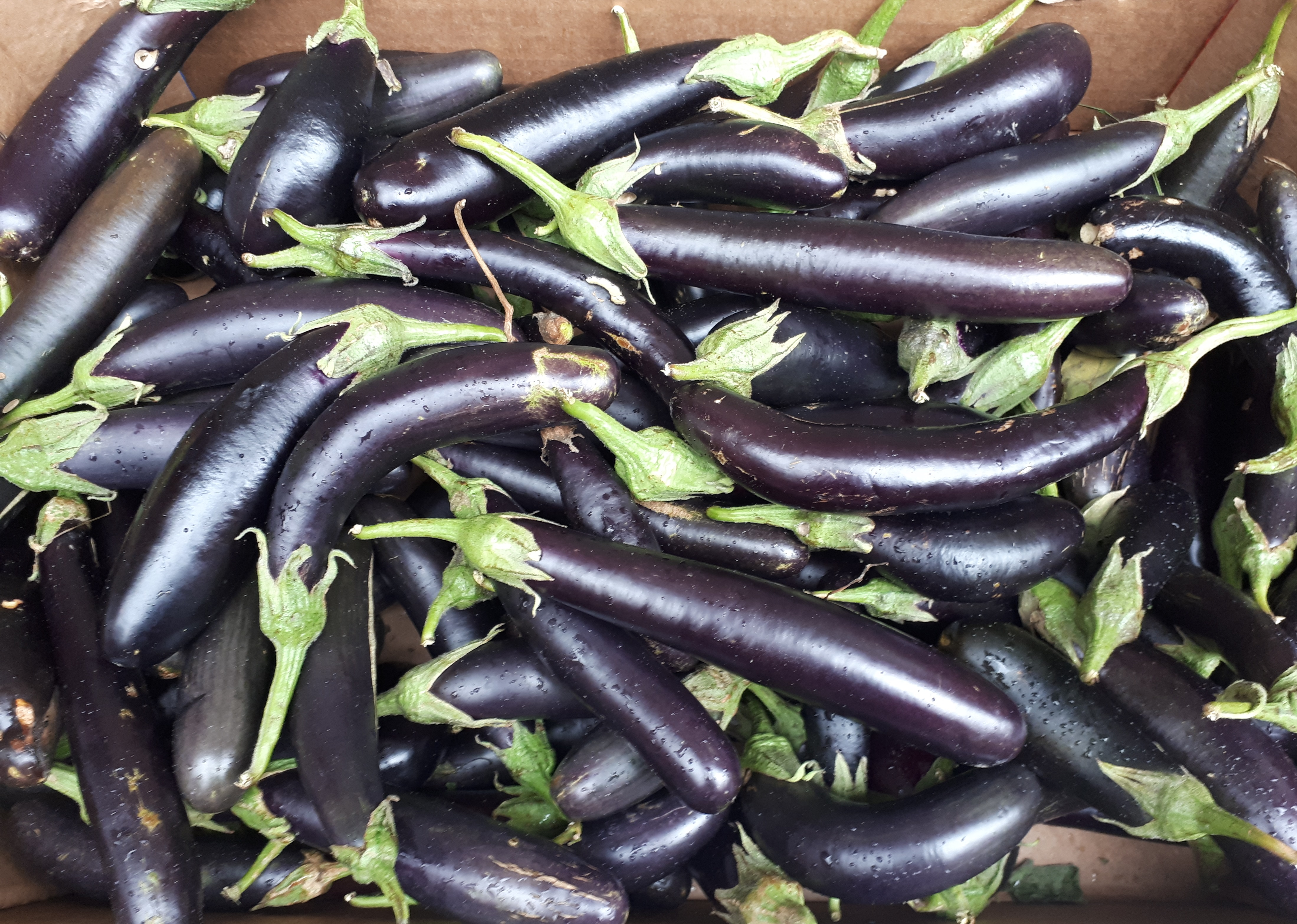
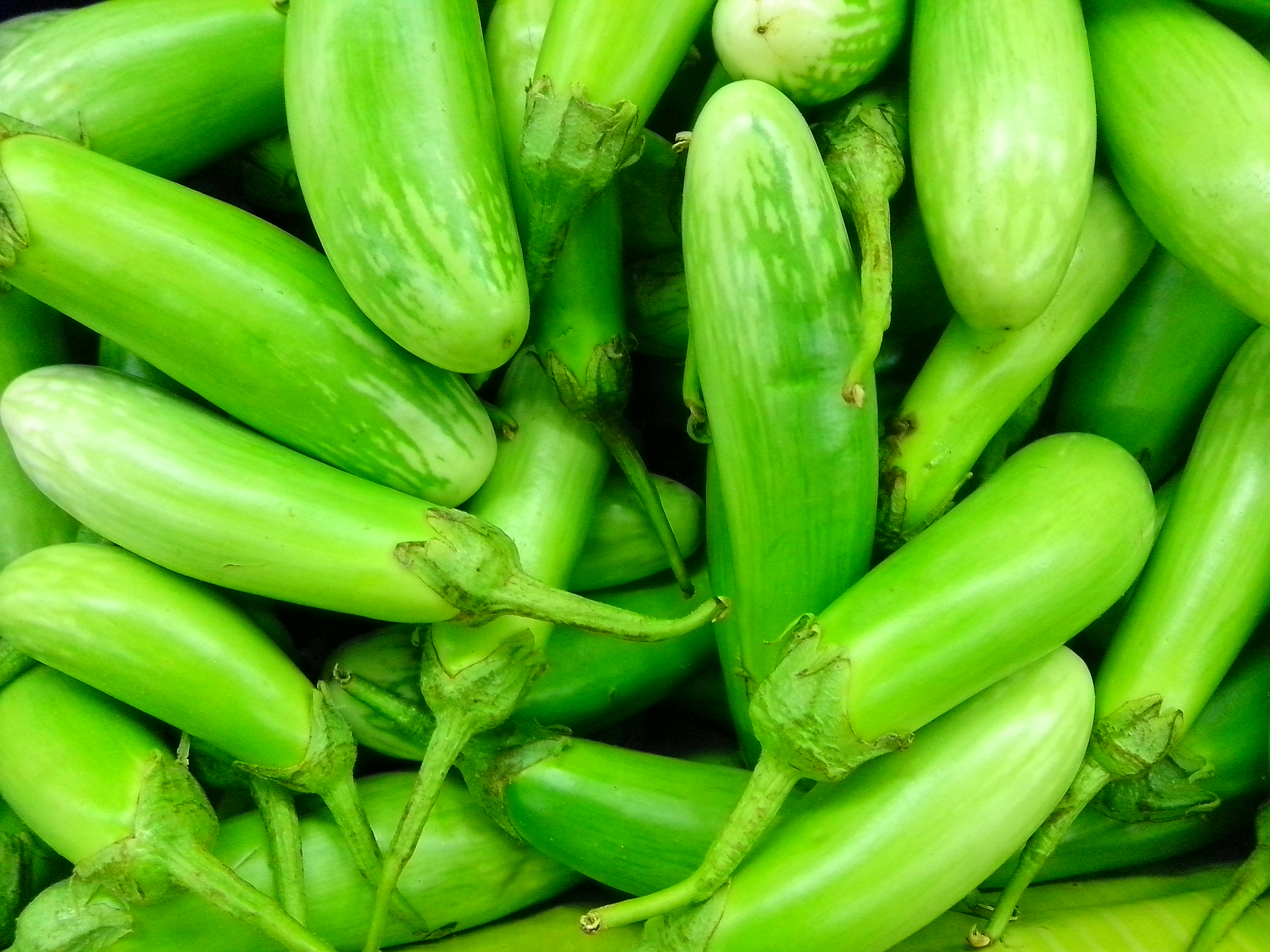
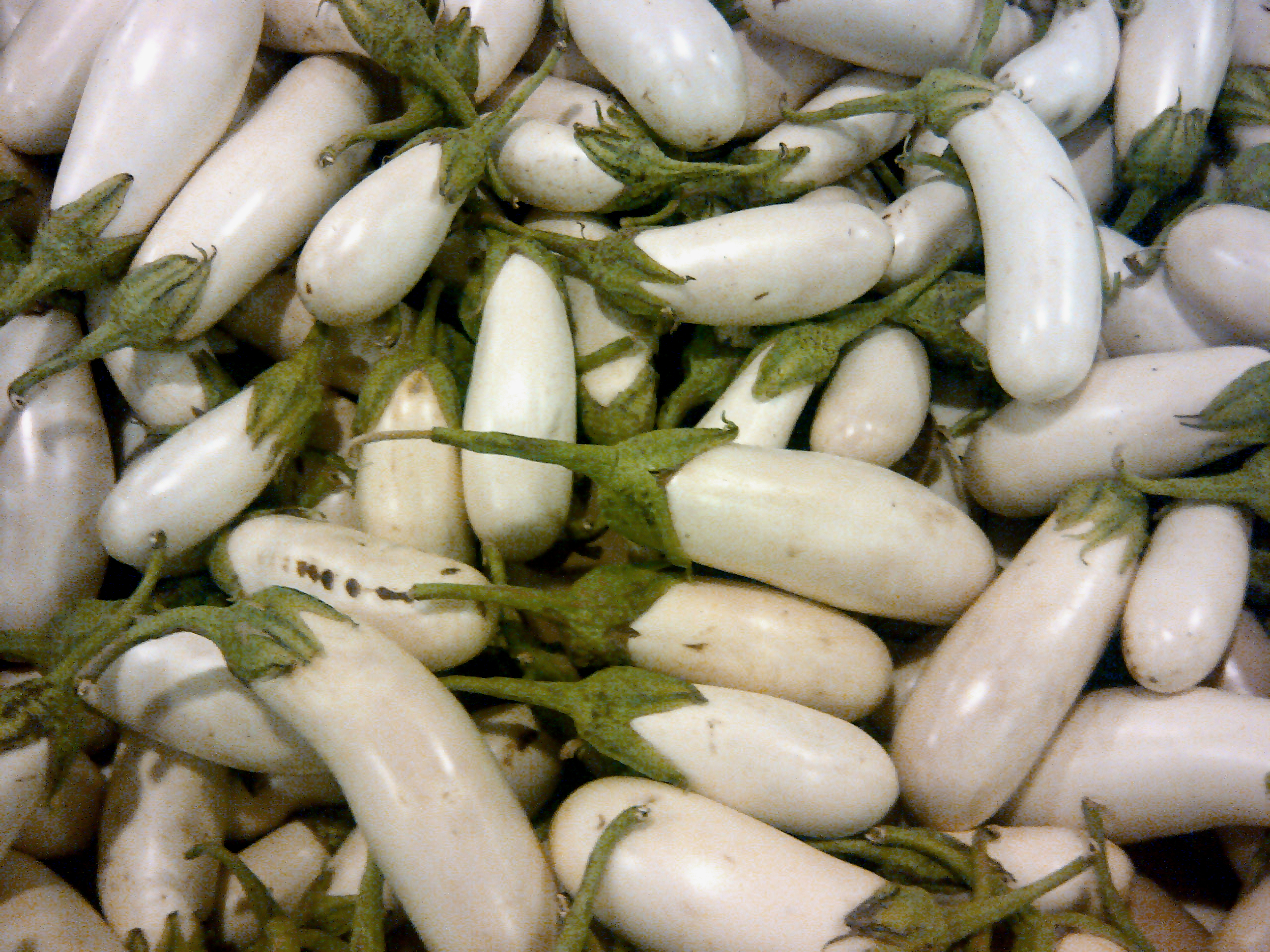
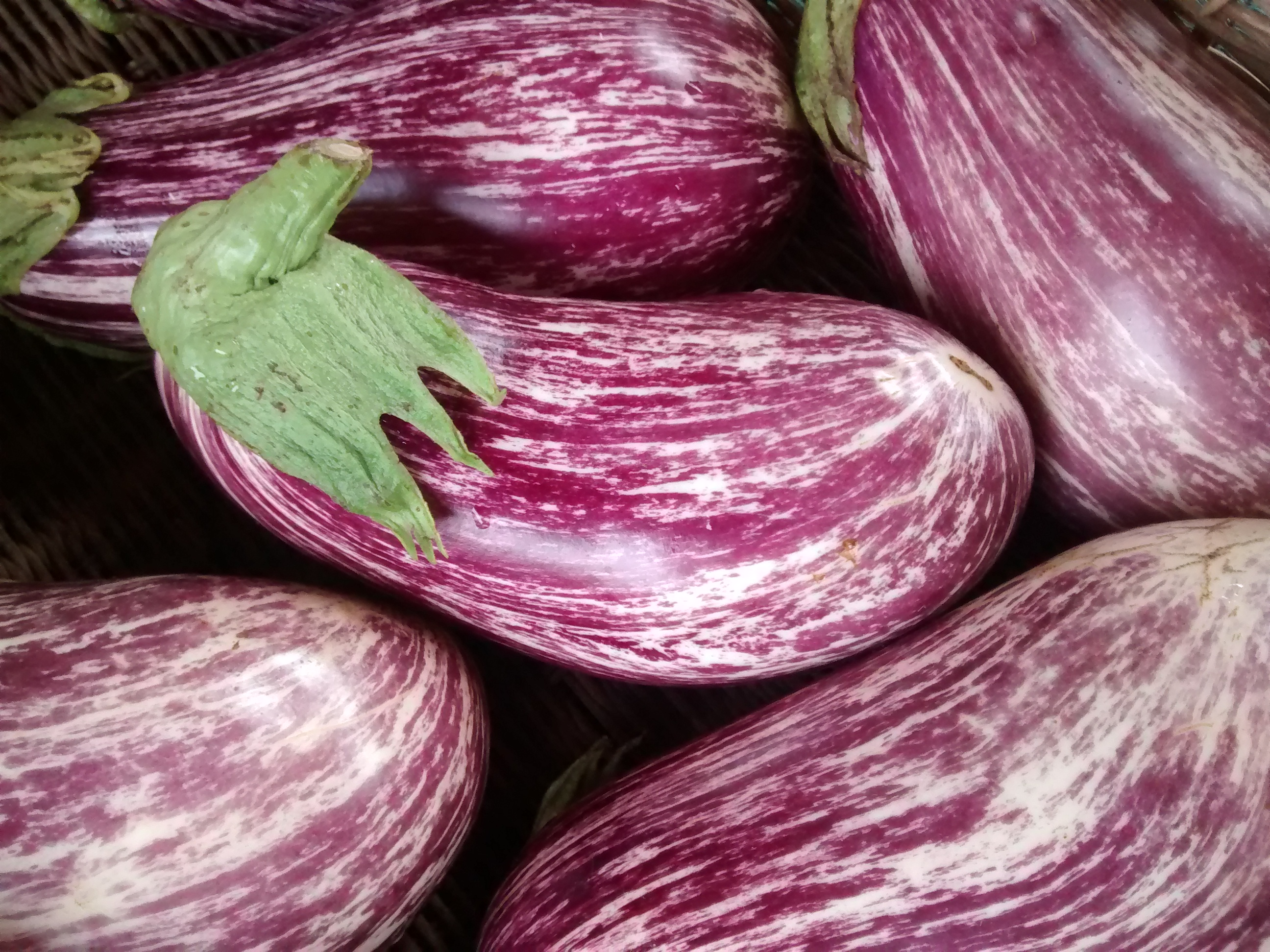
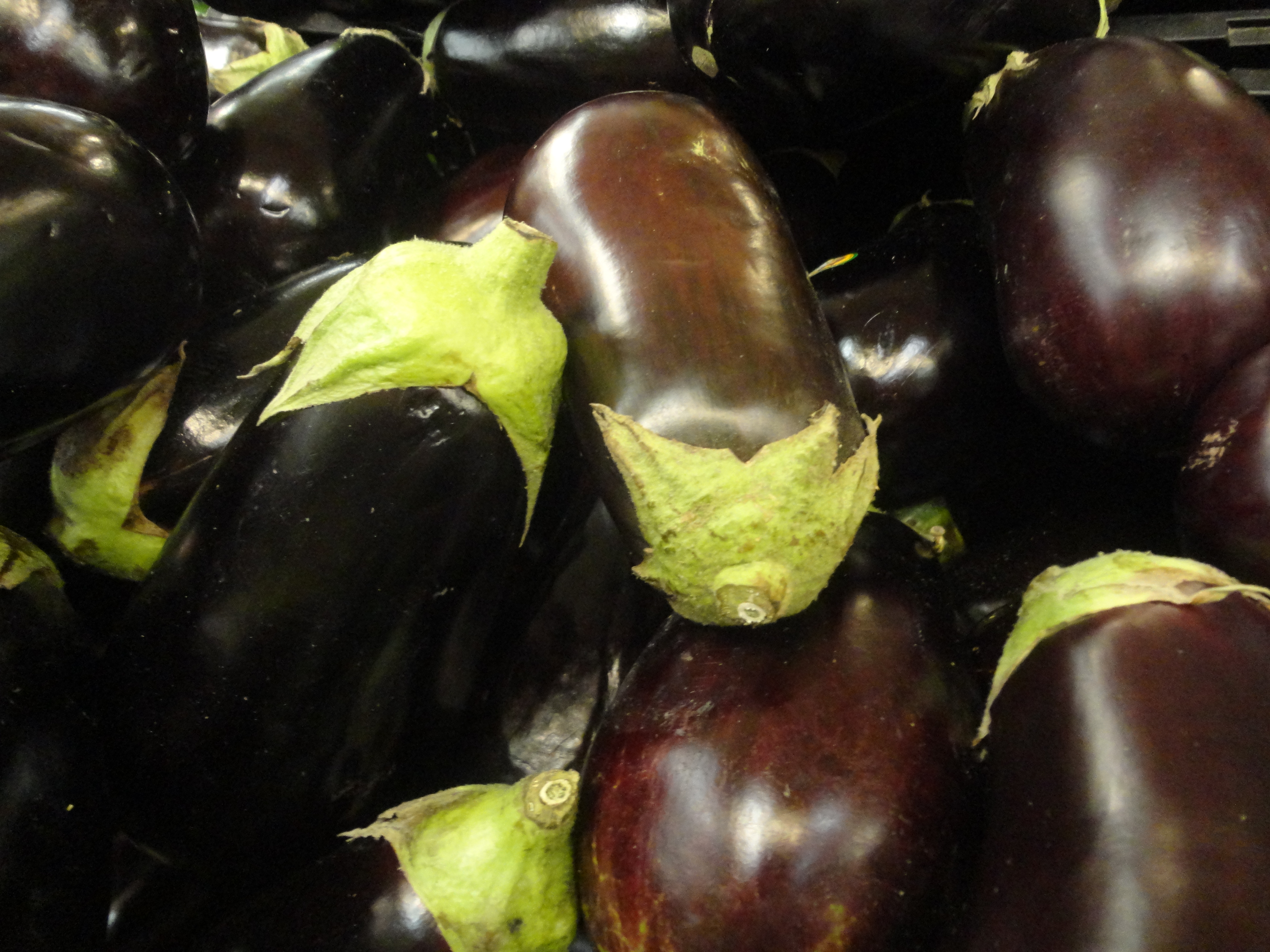
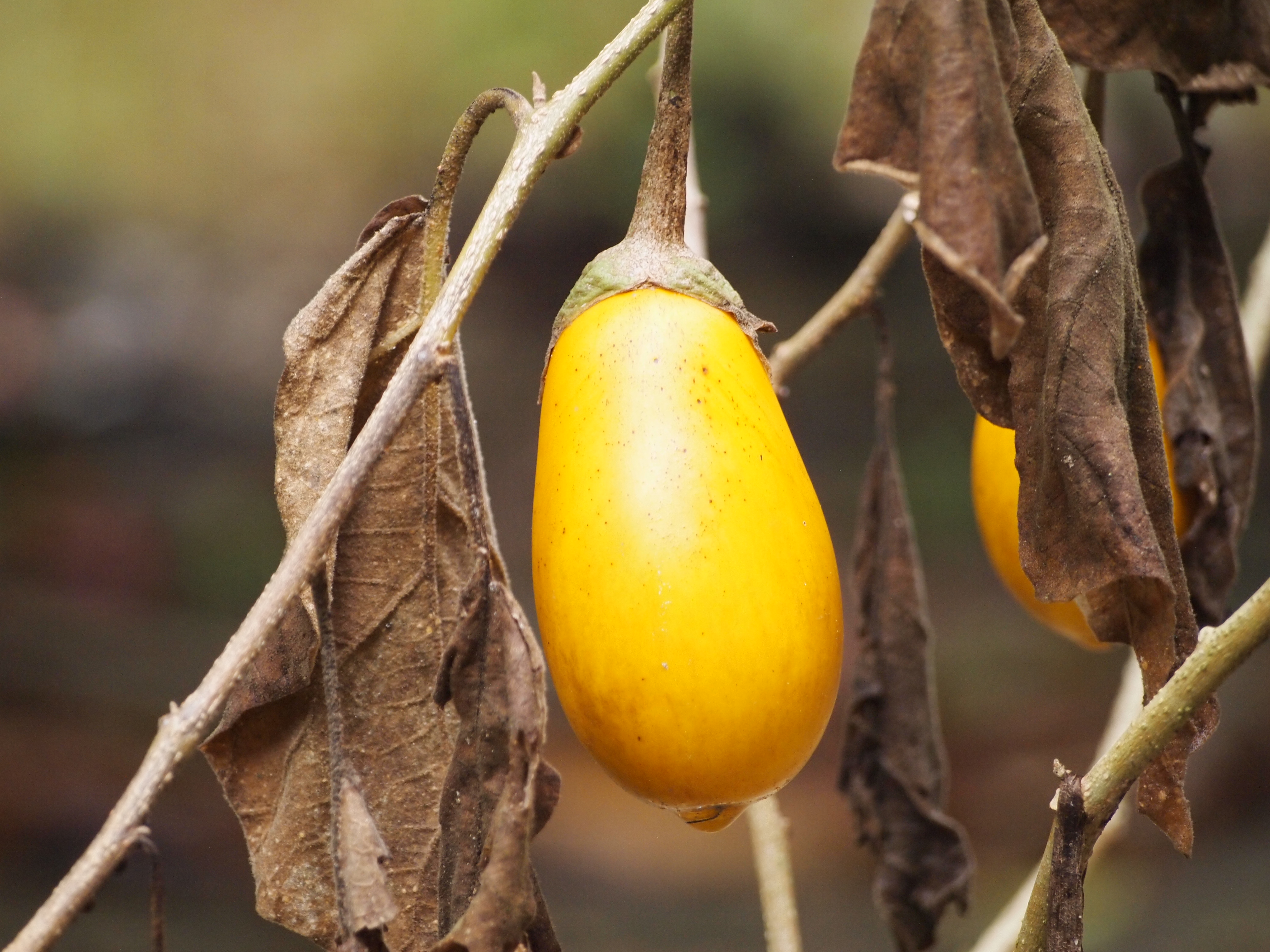
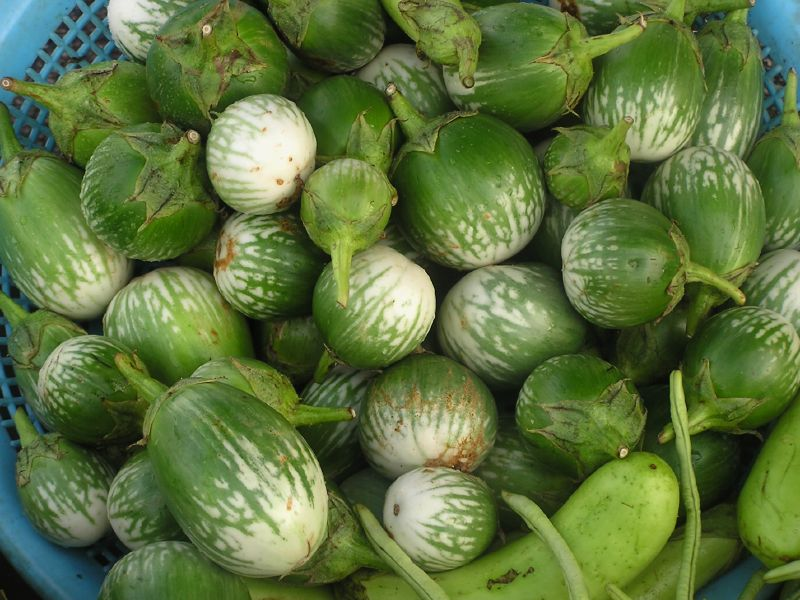
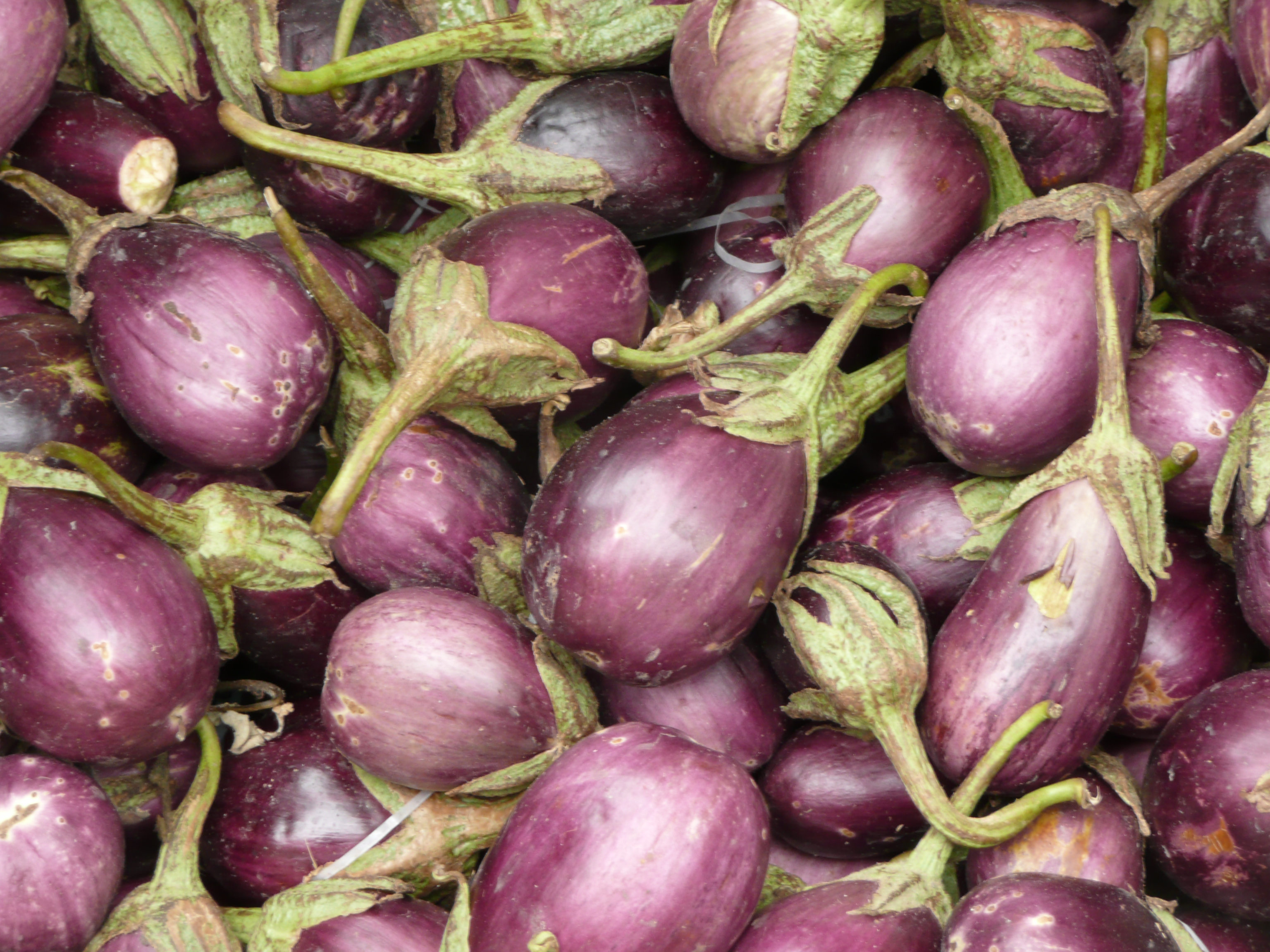
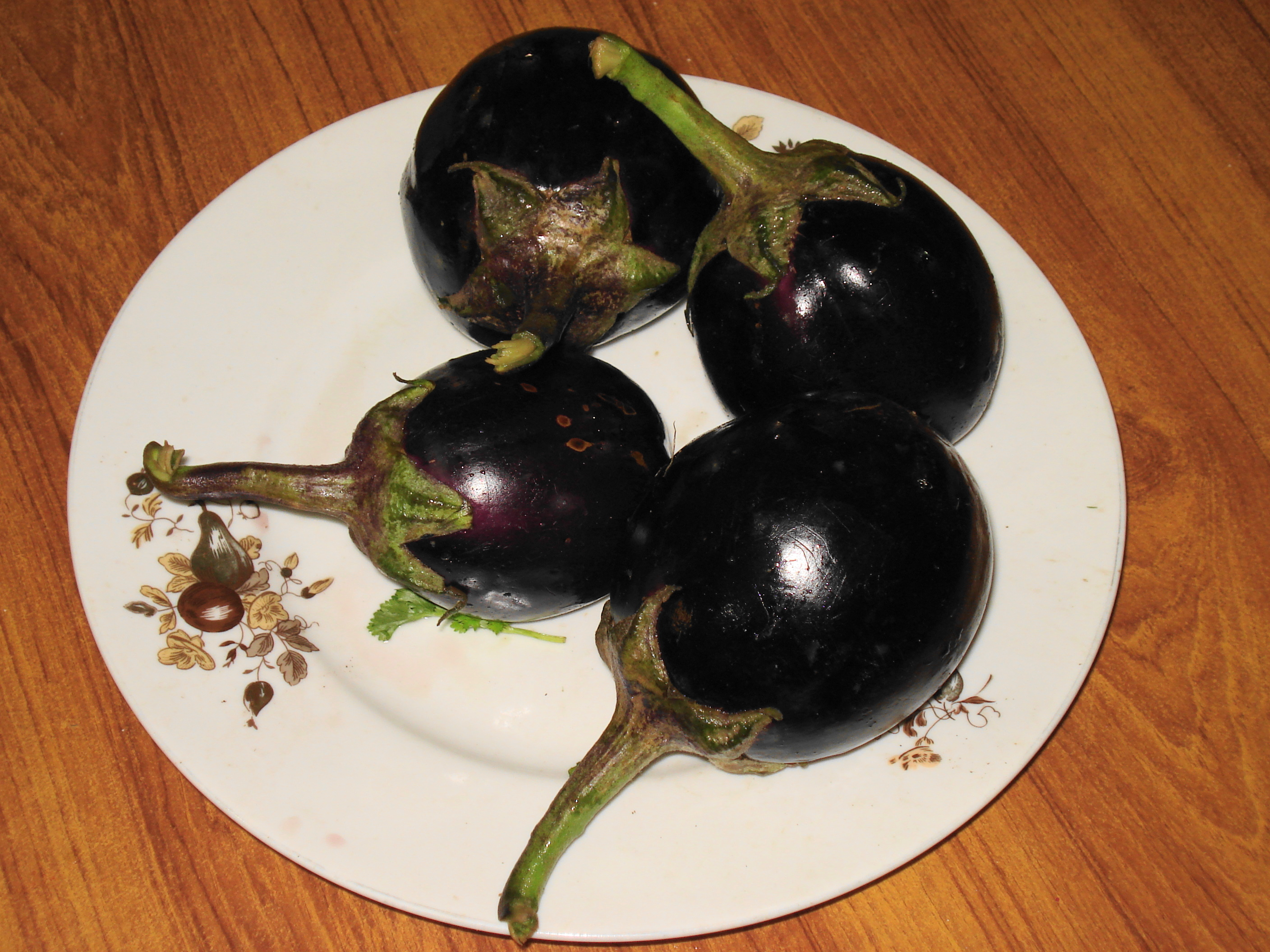
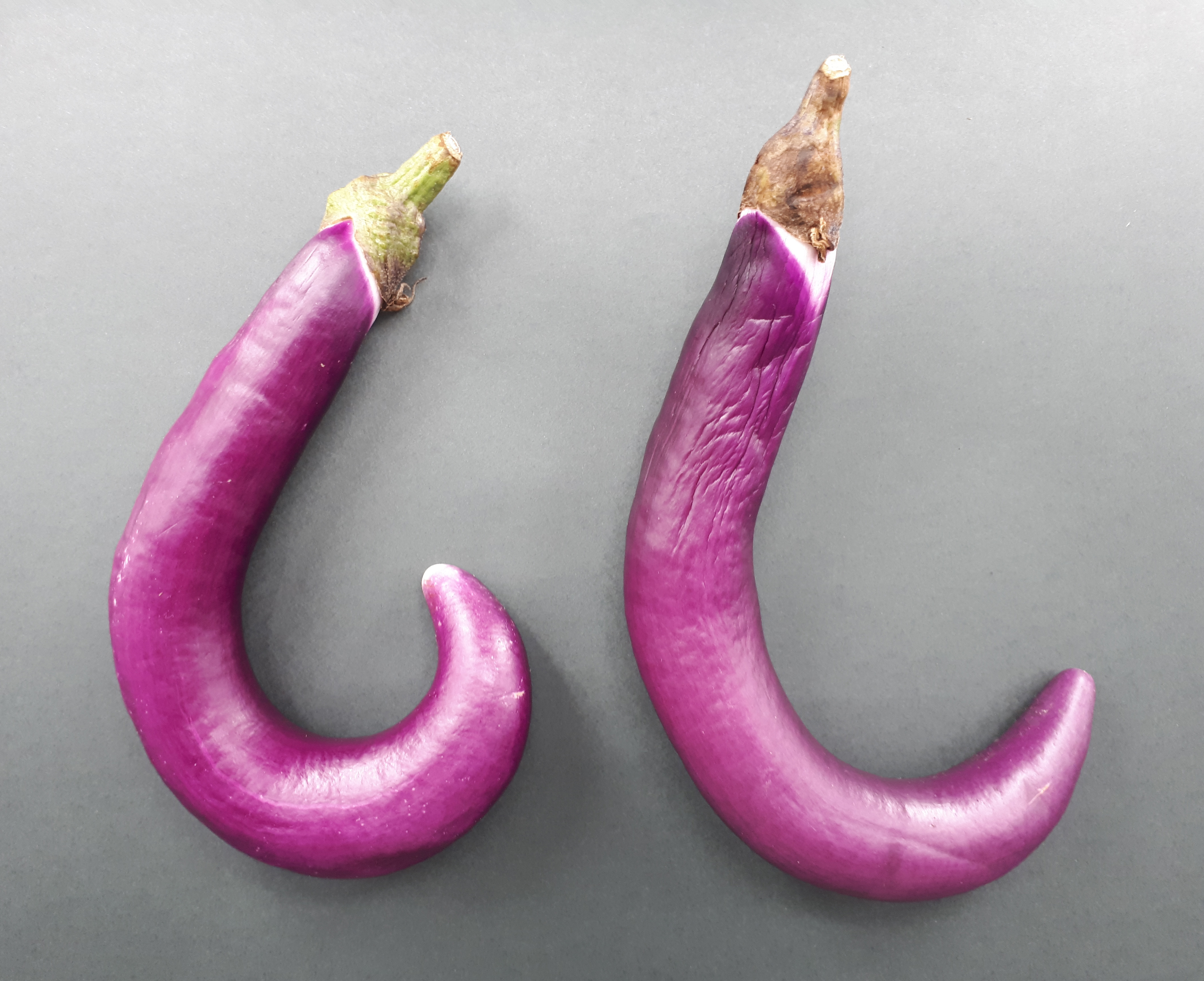
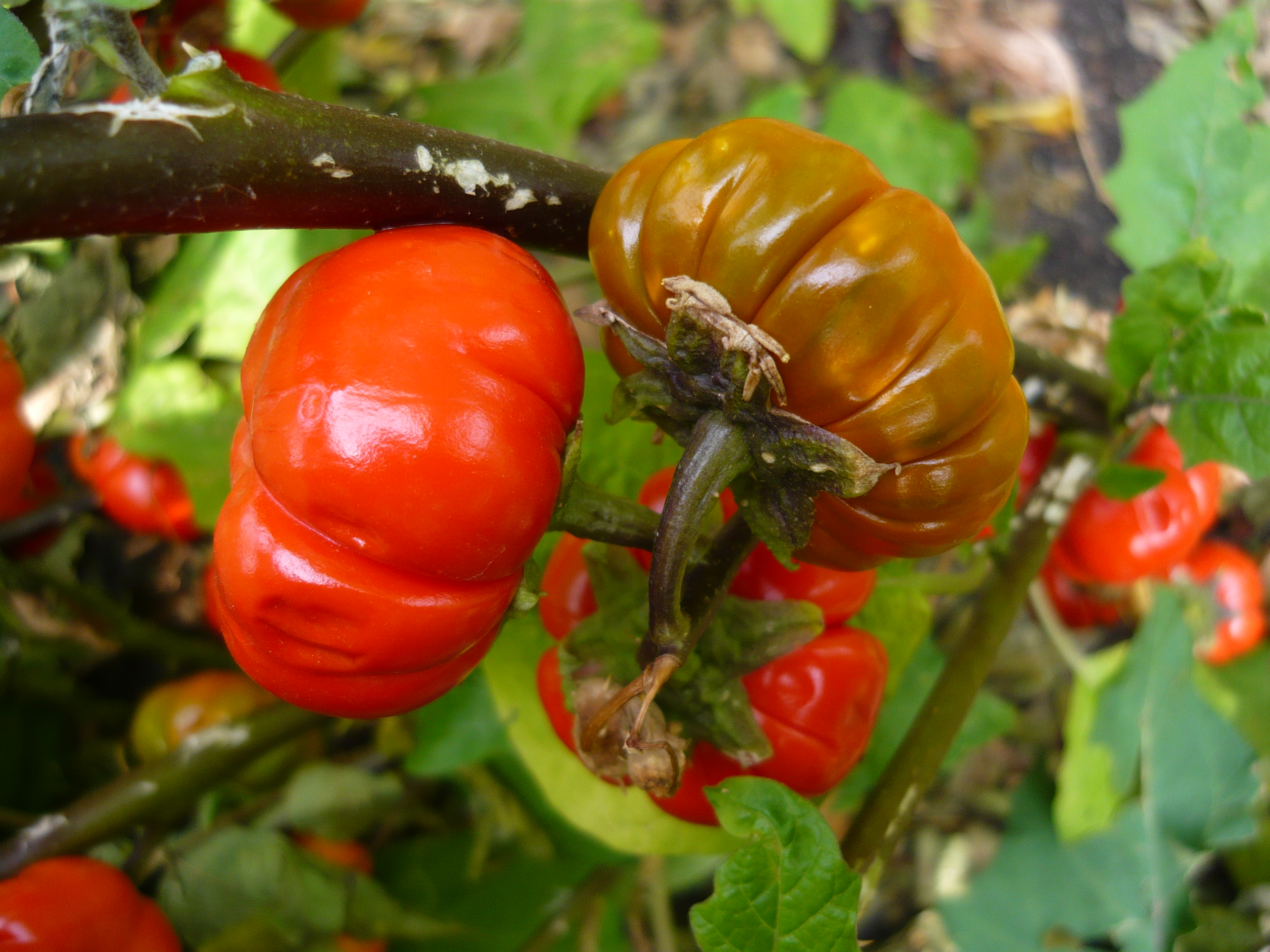